# 1065年
| 千纪： | 2千纪 |
| 世纪： | 10世纪 \| 11世纪 \| 12世纪                                                                                       |
| 年代： | 1030年代 \| 1040年代 \| 1050年代 \| 1060年代 \| 1070年代 \| 1080年代 \| 1090年代                                 |
| 年份： | 1060年 \| 1061年 \| 1062年 \| 1063年 \| 1064年 \| 1065年 \| 1066年 \| 1067年 \| 1068年 \| 1069年 \| 1070年       |
| 纪年： | 乙巳年（蛇年）；契丹咸雍元年；北宋治平二年；西夏拱化三年；大理正德四年；越南彰聖嘉慶七年；日本康平八年，治曆元年 |

## 大事记
- 中國北宋司馬光開始撰寫《資治通鑒》，此書在1084年完成。
- 科舉制度從這一年起定期開考，三年一科，之後為明、清二朝所沿襲。
- 12月28日——英国伦敦西敏寺建成。

## 出生
- 鮑德溫一世，第一次十字軍東征的領袖，埃澤薩伯爵和第一個號稱耶路撒冷國王者。（1118年去世，53岁）
- 張叔夜，宋徽宗大觀年間中賜進士。曾招降宋江。（1127年去世，62岁）